# رجيس سيلفا
رجيس سيلفا (20 نوفمبر 1989 في ساو باولو في البرازيل – )؛ هو لاعب كرة قدم سابق كان يلعب كلاعب وسط.

## وصلات خارجية
- رجيس سيلفا على موقع رابطة كرة القدم اليابانية للمحترفين (اليابانية)
- رجيس سيلفا على موقع قاعدة بيانات كرة القدم.إي يو (الإنجليزية)
- رجيس سيلفا على موقع Soccerway.com (الإنجليزية)
- رجيس سيلفا على موقع عالم كرة القدم.نت (الإنجليزية)